# Rallye de Tunisie
Le rallye de Tunisie est un rallye-raid autos/motos/camions créé par Fenouil qui s'est disputé chaque année en Tunisie de 1981 à 2011, hormis en 1983 et en 1991.
Ce rallye est organisé par Stéphane Clair et l'équipe de NPO (Neveu Pelletier Organisation), avec le soutien du Moto Club de La Marsa, du National Automobile Club de Tunisie et des fédérations tunisiennes de l'automobile et de motocyclisme.
En 2015, le rallye revient après trois ans d'interruption.
L'édition 2016 est annulée en raison du contexte géopolitique qui ne permet pas d'assurer l'organisation en toute sécurité.

## Palmarès
| Année  | Voitures              | Voitures            | Voitures        | Voitures        | Motos                    | Motos           | Motos           |
| Année  | Pilote                | Copilote            | Pays            | Constructeur    | Pilote                   | Pays            | Constructeur    |
| ------ | --------------------- | ------------------- | --------------- | --------------- | ------------------------ | --------------- | --------------- |
| 1981   | Jean-Claude Briavoine | Catherine Plessis   | France          | Lada            | Luc Duriez               | France          | Yamaha          |
| 1982   | Jacques Regis         | Yves Hollebecq      | France          | Range Rover     | Gilles Moneret           | France          | Yamaha          |
| 1983   | Épreuve annulée       | Épreuve annulée     | Épreuve annulée | Épreuve annulée | Épreuve annulée          | Épreuve annulée | Épreuve annulée |
| 1984   | Arnault Lucbert       | Patrick Destaillats | France          | Range Rover     | Gilles Picard            | France          | SWM             |
| 1985   | Miguel Prieto         | Julio Vázquez       | Espagne         | Nissan          | Pierre Marie Poli        | France          | Yamaha          |
| 1986   | Pierre Lartigue       | René Ponte          | France          | Lada            | Marc Joineau             | France          | Suzuki          |
| 1987   | Jean da Silva         | Bernard Maingret    | France          | Mitsubishi      | Carlos Mas               | Espagne         | Yamaha          |
| 1988   | Ari Vatanen           | Bruno Berglund      | Finlande        | Peugeot         | Alessandro De Petri      | Italie          | Cagiva          |
| 1989   | Pierre Lartigue       | Bernard Maingret    | France          | Mitsubishi      | Alessandro De Petri      | Italie          | Cagiva          |
| 1990   | Pierre Lartigue       | Henri Magne         | France          | Mitsubishi      | Stéphane Peterhansel     | France          | Yamaha          |
| 1991   | Épreuve annulée       | Épreuve annulée     | Épreuve annulée | Épreuve annulée | Épreuve annulée          | Épreuve annulée | Épreuve annulée |
| 1992   | Pierre Lartigue       | Michel Périn        | France          | Citroën         | Luigi Medardo            | Italie          | Yamaha          |
| 1993   | Saeed Al-Hajri        | Henri Magne         | Qatar           | Mitsubishi      | Flavio Agradi            | Italie          | Gilera          |
| 1994   | Pierre Lartigue       | Michel Périn        | France          | Citroën         | Stéphane Peterhansel     | France          | Yamaha          |
| 1995   | Pierre Lartigue       | Michel Périn        | France          | Citroën         | Alain Olivier            | France          | Yamaha          |
| 1996   | Pierre Lartigue       | Michel Périn        | France          | Citroën         | Thierry Magnaldi         | France          | KTM             |
| 1997   | Pierre Lartigue       | Michel Périn        | France          | Citroën         | Fabrizio Meoni           | Italie          | KTM             |
| 1998   | Jean-Louis Schlesser  | Philippe Monnet     | France          | Buggy Schlesser | Richard Sainct           | France          | KTM             |
| 1999   | Jean-Louis Schlesser  | Philippe Monnet     | France          | Buggy Schlesser | Richard Sainct           | France          | BMW             |
| 2000   | Jean-Louis Schlesser  | Henri Magne         | France          | Buggy Schlesser | Fabrizio Meoni           | Italie          | KTM             |
| 2001   | Bruno Saby            | Thierry Delli-Zotti | France          | Ford Protruck   | Fabrizio Meoni           | Italie          | KTM             |
| 2002   | Stéphane Peterhansel  | Jean-Paul Cottret   | France          | Mitsubishi      | Nani Roma                | Espagne         | KTM             |
| 2003   | Jean-Louis Schlesser  | Jean-Marie Lurquin  | France          | Buggy Schlesser | Fabrizio Meoni           | Italie          | KTM             |
| 2004   | Stéphane Peterhansel  | Jean-Paul Cottret   | France          | Mitsubishi      | Cyril Despres            | France          | KTM             |
| 2005   | Luc Alphand           | Gilles Picard       | France          | Mitsubishi      | Cyril Despres            | France          | KTM             |
| 2006   | Stéphane Peterhansel  | Jean-Paul Cottret   | France          | Mitsubishi      | Isidre Esteve            | Espagne         | KTM             |
| 2007   | Jean-Louis Schlesser  | Arnaud Debron       | France          | Buggy Schlesser | Marc Coma                | Espagne         | KTM             |
| 2008   | Dominique Housieaux   | Jean-Michel Polato  | France          | Buggy Schlesser | Olivier Pain             | France          | Yamaha          |
| 2009   | Orlando Terranova     | Filipe Palmeiro     | Argentine       | BMW X-Raid      | Cyril Despres            | France          | KTM             |
| 2010   | Jean-Louis Schlesser  | Konstantin Zhiltsov | France          | Buggy Schlesser | Francisco López Contardo | Chili           | Aprilia         |
| 2011   | Leonid Novitskiy      | Andreas Schulz      | Russie          | BMW X-Raid      | Hélder Rodrigues         | Portugal        | Yamaha          |
| 2012   | Épreuve annulée       | Épreuve annulée     | Épreuve annulée | Épreuve annulée | Épreuve annulée          | Épreuve annulée | Épreuve annulée |
| 2013   | Épreuve annulée       | Épreuve annulée     | Épreuve annulée | Épreuve annulée | Épreuve annulée          | Épreuve annulée | Épreuve annulée |
| 2014   | Épreuve annulée       | Épreuve annulée     | Épreuve annulée | Épreuve annulée | Épreuve annulée          | Épreuve annulée | Épreuve annulée |
| 2015   | Philippe Pinchedez    | Jean Brucy          | France          | Polaris SSV     | Hélder Rodrigues         | Portugal        | Yamaha          |
| 2016   | Épreuve annulée       | Épreuve annulée     | Épreuve annulée | Épreuve annulée | Épreuve annulée          | Épreuve annulée | Épreuve annulée |
| Source |                       |                     |                 |                 |                          |                 |                 |